# Prix Serge Lazareff
Le prix Serge Lazareff est une décoration militaire internationale attribuée à des civils et des militaires dans le cadre du bureau des affaires juridiques du Grand Quartier général des puissances alliées en Europe de l'Organisation du traité de l'Atlantique nord.

## Historique
Le prix Serge Lazareff a été créé en 2017 pour reconnaître toutes les personnes qui, liées ou non à l'OTAN, se sont distinguées par leur contribution au bureau des affaires juridiques du Commandement allié des opérations de l'OTAN,, ainsi que tous ceux qui ont contribué à soutenir ou développer la connaissance de sa position légale,. L'objectif de ce prix est d'honorer Serge Lazareff, avocat de l'OTAN, qui fut une figure clef dans le développement de l'accord sur le statut des forces de l'OTAN.

## Classes et catégories
Le prix Serge Lazareff est composé de cinq classes:
- Grande étoile
- Commandeur
- Étoile
- Certificat d'appréciation
- Permanence en service, correspondant à la catégorie extraordinaire, pour le personnel judiciaire ayant servi dans l'un des bureaux juridiques du Commandement allié des opérations pendant un certain temps.

Peut être accordé en deux catégories :
- Ordinaire, au sein duquel on distingue quatre sous-catégories :
  - Individuel.
  - Individuel, avec insigne.
  - Collectif.
  - Honorifique.
- Extraordinaire.

Le prix Serge Lazareff est communément livré par le directeur du bureau des affaires juridiques du Commandement allié d'opérations de l'OTAN,,, poste actuellement occupé par l'Espagnol Andrés B. Muñoz Mosquera,.

## Insignes et barrettes
| Prix Serge Lazareff | Prix Serge Lazareff | Prix Serge Lazareff | Prix Serge Lazareff | Prix Serge Lazareff |
| ------------------- | ------------------- | ------------------- | ------------------- | ------------------- |
|                     |                     |                     |                     |                     |
| Barretes            |                     |                     |                     |                     |
|                     |                     |                     |                     |                     |